# ATP Kitzbühel
Das ATP-Turnier von Kitzbühel (offiziell Generali Open) ist ein Tennisturnier der ATP Tour 250, das seit 1945 alljährlich in Kitzbühel auf Sand ausgetragen wird. Zwischen 1999 und 2008 war es Teil der ATP International Series Gold, nach der Masters Series die zweithöchste Turnierkategorie der ATP Tour. Danach war das Turnier Teil der niedriger dotierten ATP International Series bzw. deren Nachfolgeserie ATP Tour 250. Im Mai 2009 wurden in Kitzbühel die „Interwetten Austrian Open Kitzbühel“ ausgetragen, die zuvor in Pörtschach und St. Pölten stattgefunden hatten.
2010 wurde das Turnier in Kitzbühel durch das ATP-Turnier in Nizza ersetzt. Trotzdem fanden im August 2010 die 66. Austrian Open statt, jedoch im Rahmen der ATP Challenger Tour. Ein Jahr später wurde das Turnier allerdings wieder im Rahmen der ATP Tour 250 in Kitzbühel durchgeführt; man übernahm dabei die Lizenz des ATP-Turniers von Warschau.

## Geschichte

### Turniertradition (seit 1895)
Das Kitzbüheler Tennisturnier fand erstmals 1895 statt, 50 Jahre vor der Durchführung des ersten Alpenländerpokals 1945. Knapp nach Kriegsende wurde dieses Kitzbüheler Turnier aus der Taufe gehoben, das 2017 bereits zum 73. Mal stattfand.

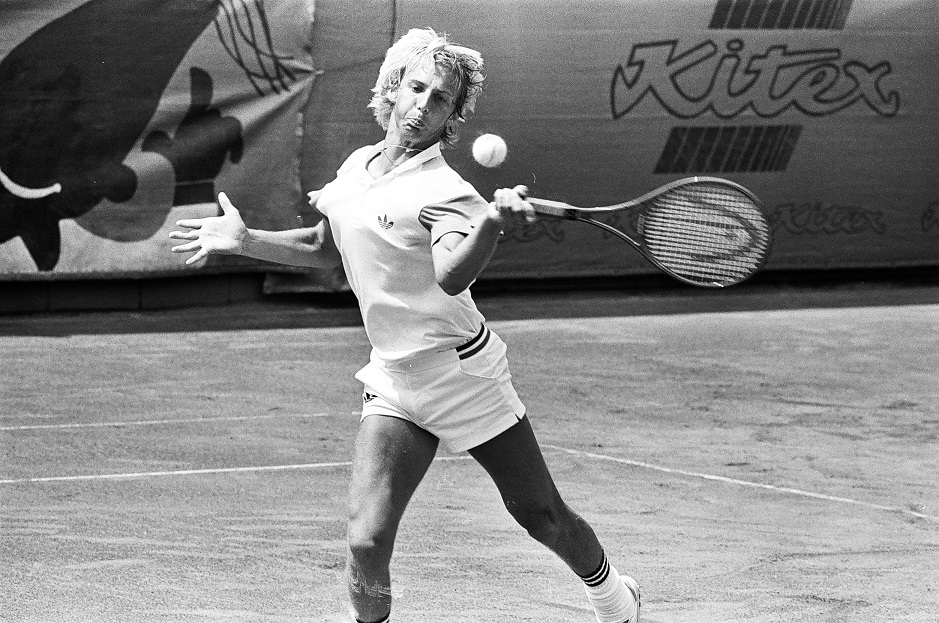
Thomas Muster in Kitzbühel

### Alpenländerpokal und internationale Tennismeisterschaften (1945–1970)
Im Alpenländerpokal in Kitzbühel konnte sich Österreichs Spitze mit mitteleuropäischen Spielern vergleichen. Oft wurden Länderkämpfe vorangesetzt und bis 1956 konnten sich namhafte Spieler in die Siegerliste eintragen. Ein interner Streit unter den Tennisspielern im Herbst 1956 führte zur Gründung des Tennisclubs Kitzbühel; denn bis zu diesem Zeitpunkt veranstaltete die Tennissektion des Kitzbüheler Eissportclubs den Alpenländerpokal. Die Kitzbüheler Tennisspieler wählten Hans Zwerger zu ihrem Präsidenten. Der junge Tennisclub war von Anfang an bestrebt, die Veranstaltung Alpenländerpokal weiter auszubauen und den Anschluss an Spitzenturniere zu finden. Schon in den jungen Jahren des KTC trafen sich die ersten Weltklassespieler in Kitzbühel. Diese Entwicklung wurde auch vom österreichischen Tennisverband honoriert und 1959 fanden erstmals die Internationalen Österreichischen Meisterschaften in Kitzbühel statt. Daneben brachte der Club auch Profigruppen nach Kitzbühel.

### Head Cup (1971–1993)
Die Einführung der offenen Turniere mit hohen Geldpreisen sprengte die Möglichkeiten des Clubs, sodass mit Head Austria, Österreichs erstem Tennisschlägerhersteller, ein finanzstarker Sponsor gewonnen wurde. Im Winter 1970/71 wurde der Vertrag unterzeichnet und im Jahre 1971 wurde aus dem Alpenländerpokal der Head Cup Kitzbühel. Das erste Preisgeld betrug damals 25.000 US-Dollar. Der Head Cup konnte sich daraufhin als Fixveranstaltung auf der Grand-Prix-Tour etablieren.

### Generali Open  (1994–2008)
Als 1990 Profispieler und Veranstalter die ATP Tour gründeten, war Kitzbühel von der ersten Minute mit eigener Lizenz an dabei. 1991 ging der Kitzbühel Tennis Club unter Präsident Klaus Lackner und Turnierdirektor Hellmuth Dieter Küchenmeister eine zunächst zehnjährige Partnerschaft mit dem rumänischen Unternehmer und Ex-Spieler Ion Țiriac ein.
1994 wurde der europäische Versicherungskonzern Generali Haupt- und Titelsponsor.
1997 entschied der Veranstalter, das Preisgeld auf 535.000 US-Dollar zu erhöhen und steigerte so weiter die Bedeutung dieses Turniers innerhalb der ATP. Diese Aufstockung brachte nicht nur höhere Gewinne für die Spieler, sondern auch mehr Punkte für die ATP-Weltrangliste. 1997 wurde das Kitzbüheler Turnier von den ATP-Profis zum besten World-Series-Turnier gekürt.
1998 wurde die Lizenz für dieses Turnier an die ATP verkauft. Im Gegenzug wurde eine noch höhere Championship-Series-Lizenz angemietet. Um schon zur völlig neu gestalteten ATP Tour 2000 die maximale Punkteanzahl in der neuen Wertung ATP Champions Race zu bekommen, wurde 1999 das Preisgeld um weitere 200.000 US-Dollar erhöht. Beim Turnier 2002 betrug das Preisgeld eine Million US-Dollar und die ATP-Profis wählten die Veranstaltung nach 1997 erneut zum bestorganisierten Turnier – diesmal in der höheren und mittlerweile umbenannten Kategorie International Series Gold. Bis ins Jahr 2008 wurde in dieser Kategorie gespielt.

### Zurück zu den Wurzeln (2009–heute)
Die großen Reformen in der ATP (weniger Turniere, höheres Preisgeld) sowie das Fehlen einer eigenen Lizenz und die damit verbundene Abhängigkeiten von Lizenzbesitzern führten in den angespannten wirtschaftlichen Jahren dazu, dem Turnier eine neue Ausrichtung zu geben. Nachdem das Turnier 2009 wieder eine Kategorie niedriger gespielt hatte, erhielt der KTC am 21. Dezember 2009 für die erste Augustwoche 2010 eine Challenger-Lizenz. Noch im selben Jahr der ersten Austragung des Challenger-Turniers, erhielt der Kitzbüheler Tennisclub eine Lizenz für die ATP Tour 250 im Folgejahr. Als Titelsponsor des Turniers wurde der internationale Wettanbieter bet-at-home.com gewonnen. 2015 wechselte der Sponsor, das Turnier heißt nun wie in den 1990er-Jahren wieder Generali Open. Turnierdirektor ist der ehemalige österreichische Davis-Cup-Spieler Alex Antonitsch.
Bis 2019 sollte das 1991 erbaute Stadion in Kitzbühel renoviert werden, es sollte 5,2 Millionen Euro kosten. Von diesem Vorhaben ist man mittlerweile abgerückt. Die Renovierung soll nun schrittweise erfolgen.

## Siegerliste seit 1945
Rekordsieger in der Open Era ist der Argentinier Guillermo Vilas mit vier Titeln. Im Doppel gewann der Spanier Emilio Sánchez Vicario mit fünf Titeln am häufigsten. Einziger mehrfacher Turniersieger aus Österreich wurde 2023 Alexander Erler mit seinem zweiten Doppeltitel.
| ATP Challenger Tour |
| ATP Tour            |

### Einzel
| Jahr | Sieger                              | Finalist                            | Finalergebnis            |
| ---- | ----------------------------------- | ----------------------------------- | ------------------------ |
| 2025 | Alexander Bublik                    | Arthur Cazaux                       | 6:4, 6:3                 |
| 2024 | Matteo Berrettini                   | Hugo Gaston                         | 7:5, 6:3                 |
| 2023 | Sebastián Báez                      | Dominic Thiem                       | 6:3, 6:1                 |
| 2022 | Roberto Bautista Agut               | Filip Misolic                       | 6:2, 6:2                 |
| 2021 | Casper Ruud                         | Pedro Martínez                      | 6:1, 4:6, 6:3            |
| 2020 | Miomir Kecmanović                   | Yannick Hanfmann                    | 6:4, 6:4                 |
| 2019 | Dominic Thiem                       | Albert Ramos Viñolas                | 7:60, 6:1                |
| 2018 | Martin Kližan                       | Denis Istomin                       | 6:2, 6:2                 |
| 2017 | Philipp Kohlschreiber (2)           | João Sousa                          | 6:3, 6:4                 |
| 2016 | Paolo Lorenzi                       | Nikolos Bassilaschwili              | 6:3, 6:4                 |
| 2015 | Philipp Kohlschreiber (1)           | Paul-Henri Mathieu                  | 2:6, 6:2, 6:2            |
| 2014 | David Goffin                        | Dominic Thiem                       | 4:6, 6:1, 6:3            |
| 2013 | Marcel Granollers                   | Juan Mónaco                         | 0:6, 7:63, 6:4           |
| 2012 | Robin Haase (2)                     | Philipp Kohlschreiber               | 6:72, 6:3, 6:2           |
| 2011 | Robin Haase (1)                     | Albert Montañés                     | 6:4, 4:6, 6:1            |
| 2010 | Andreas Seppi                       | Victor Crivoi                       | 6:2, 6:1                 |
| 2009 | Guillermo García López              | Julien Benneteau                    | 3:6, 7:61, 6:3           |
| 2008 | Juan Martín del Potro               | Jürgen Melzer                       | 6:2, 6:1                 |
| 2007 | Juan Mónaco                         | Potito Starace                      | 5:7, 6:3, 6:4            |
| 2006 | Agustín Calleri                     | Juan Ignacio Chela                  | 7:69, 6:2, 6:3           |
| 2005 | Gastón Gaudio                       | Fernando Verdasco                   | 2:6, 6:2, 6:4, 6:4       |
| 2004 | Nicolás Massú                       | Gastón Gaudio                       | 7:63, 6:4                |
| 2003 | Guillermo Coria                     | Nicolás Massú                       | 6:1, 6:4, 6:2            |
| 2002 | Àlex Corretja (2)                   | Juan Carlos Ferrero                 | 6:4, 6:1, 6:3            |
| 2001 | Nicolás Lapentti                    | Albert Costa                        | 1:6, 6:4, 7:5, 7:5       |
| 2000 | Àlex Corretja (1)                   | Emilio Benfele Álvarez              | 6:3, 6:1, 3:0 aufgg.     |
| 1999 | Albert Costa (3)                    | Fernando Vicente                    | 7:5, 6:2, 6:75, 7:64     |
| 1998 | Albert Costa (2)                    | Andrea Gaudenzi                     | 6:2, 1:6, 6:2, 3:6, 6:1  |
| 1997 | Filip Dewulf                        | Julián Alonso                       | 7:62, 6:4, 6:1           |
| 1996 | Alberto Berasategui                 | Àlex Corretja                       | 6:2, 6:4, 6:4            |
| 1995 | Albert Costa (1)                    | Thomas Muster                       | 4:6, 6:4, 7:63, 2:6, 6:4 |
| 1994 | Goran Ivanišević                    | Fabrice Santoro                     | 6:2, 4:6, 4:6, 6:3, 6:2  |
| 1993 | Thomas Muster                       | Javier Sánchez                      | 6:3, 7:5, 6:4            |
| 1992 | Pete Sampras                        | Alberto Mancini                     | 6:3, 7:5, 6:3            |
| 1991 | Karel Nováček                       | Magnus Gustafsson                   | 7:62, 7:64, 6:2          |
| 1990 | Horacio de la Peña                  | Karel Nováček                       | 6:4, 7:6, 2:6, 6:2       |
| 1989 | Emilio Sánchez Vicario (2)          | Martín Jaite                        | 7:6, 6:1, 2:6, 6:2       |
| 1988 | Kent Carlsson                       | Emilio Sánchez Vicario              | 6:1, 6:1, 4:6, 4:6, 6:3  |
| 1987 | Emilio Sánchez Vicario (1)          | Miloslav Mečíř                      | 6:4, 6:1, 4:6, 6:1       |
| 1986 | Miloslav Mečíř                      | Andrés Gómez                        | 6:4, 4:6, 6:1, 2:6, 6:3  |
| 1985 | Pavel Složil                        | Michael Westphal                    | 7:5, 6:2                 |
| 1984 | José Higueras                       | Víctor Pecci                        | 7:5, 3:6, 6:1            |
| 1983 | Guillermo Vilas (4)                 | Henri Leconte                       | 7:6, 4:6, 6:4            |
| 1982 | Guillermo Vilas (3)                 | Marcos Hocevar                      | 7:6, 6:1                 |
| 1981 | John Fitzgerald                     | Guillermo Vilas                     | 3:6, 6:3, 7:5            |
| 1980 | Guillermo Vilas (2)                 | Ivan Lendl                          | 6:3, 6:2, 6:2            |
| 1979 | Vitas Gerulaitis                    | Pavel Složil                        | 6:2, 6:2, 6:4            |
| 1978 | Chris Lewis                         | Vladimír Zedník                     | 6:1, 6:4, 6:0            |
| 1977 | Guillermo Vilas (1)                 | Jan Kodeš                           | 5:7, 6:2, 4:6, 6:3, 6:2  |
| 1976 | Manuel Orantes (3)                  | Jan Kodeš                           | 7:6, 6:2, 7:6            |
| 1975 | Adriano Panatta                     | Jan Kodeš                           | 2:6, 6:2, 7:5, 6:4       |
| 1974 | Balázs Taróczy                      | Onny Parun                          | 6:1, 6:4, 6:4            |
| 1973 | Manuel Orantes (2) / Raúl Ramírez   | Manuel Orantes (2) / Raúl Ramírez   | Titel geteilt            |
| 1972 | Colin Dibley                        | Dick Crealy                         | 6:1, 6:3, 6:4            |
| 1971 | Manuel Orantes (1) / Clark Graebner | Manuel Orantes (1) / Clark Graebner | Titel geteilt            |
| 1970 | Željko Franulović                   | John Alexander                      | 6:4, 9:7, 6:4            |
| 1969 | Manuel Santana                      | Manuel Orantes                      | 6:4, 6:2, 6:3            |
| 1968 | Martin Mulligan (2)                 | Wilhelm Bungert                     | 6:2, 6:2, 6:3            |
| 1967 | Martin Mulligan (1)                 | Wilhelm Bungert                     | 6:2, 6:2, 2:6, 6:4       |
| 1966 | Wilhelm Bungert (2)                 | Ion Țiriac                          | 6:4, 10:8, 9:7,          |
| 1965 | Wilhelm Bungert (1)                 | Bob Hewitt                          | 5:7, 5:7, 6:4, 6:3, 6:3  |
| 1964 | Christian Kuhnke (3)                | Bobby Wilson                        | 6:3, 6:1, 4:6, 6:3       |
| 1963 | Christian Kuhnke (2)                | Tony Roche                          | 5:7, 6:2, 6:1, 1:6, 7:5  |
| 1962 | Christian Kuhnke (1)                | Pierre Darmon                       | 6:1, 6:3, 6:4            |
| 1961 | Roy Emerson                         | Rod Laver                           | 6:3, 6:3, 3:6, 0:6, 6:2  |
| 1960 | Pierre Darmon                       | Roy Emerson                         | 2:6, 1:6, 6:1, 6:3, 6:3  |
| 1959 | Budge Patty                         | Ladislav Legenstein                 | 8:6, 6:1, 6:2            |
| 1958 | Jacques Brichant                    | Budge Patty                         | 4:6, 6:3, 6:3            |
| 1957 | Trevor Fancutt                      | Alex Olmedo                         | 6:2, 2:6, 13:11          |
| 1956 | Milan Branović                      | Vladimir Petrović                   | 6:2, 6:0, 6:3            |
| 1955 | Milan Petrović (2)                  |                                     |                          |
| 1954 | Malcolm Fox                         |                                     |                          |
| 1953 | nicht ausgetragen                   | nicht ausgetragen                   | nicht ausgetragen        |
| 1952 | Milan Petrović (1)                  |                                     |                          |
| 1951 | Fred Huber                          | Milan Branović                      | 6:3, 6:3                 |
| 1950 | Ljubomir Czajkowsky (2)             |                                     |                          |
| 1949 | Willi Stingl                        | Ljubomir Czajkowsky                 | 6:1, 6:2, 6:3            |
| 1948 | Ljubomir Czajkowsky (1)             |                                     |                          |
| 1947 | Franz Weihs                         |                                     |                          |
| 1946 | Kurt Eggert                         |                                     |                          |
| 1945 | K. Denis                            |                                     |                          |

### Doppel
| Jahr | Sieger                                        | Finalisten                                 | Finalergebnis      |
| ---- | --------------------------------------------- | ------------------------------------------ | ------------------ |
| 2025 | Petr Nouza Patrik Rikl                        | Neil Oberleitner Joel Schwärzler           | 1:6, 7:63, [10:5]  |
| 2024 | Alexander Erler (3) Andreas Mies              | Constantin Frantzen Hendrik Jebens         | 6:3, 3:6, [10:6]   |
| 2023 | Alexander Erler (2) Lucas Miedler (2)         | Gonzalo Escobar Alexander Nedowessow       | 6:4, 6:4           |
| 2022 | Pedro Martínez Lorenzo Sonego                 | Tim Pütz Michael Venus                     | 5:7, 6:4, [10:8]   |
| 2021 | Alexander Erler (1) Lucas Miedler (1)         | Roman Jebavý Matwé Middelkoop              | 7:5, 7:65          |
| 2020 | Austin Krajicek Franko Škugor                 | Marcel Granollers Horacio Zeballos         | 7:65, 7:5          |
| 2019 | Philipp Oswald Filip Polášek                  | Sander Gillé Joran Vliegen                 | 6:4, 6:4           |
| 2018 | Roman Jebavý Andrés Molteni                   | Federico Delbonis Daniele Bracciali        | 6:2, 6:4           |
| 2017 | Pablo Cuevas Guillermo Durán                  | Hans Podlipnik-Castillo Andrej Wassileuski | 6:4, 4:6, [12:10]  |
| 2016 | Wesley Koolhof Matwé Middelkoop               | Dennis Novak Dominic Thiem                 | 2:6, 6:3, [11:9]   |
| 2015 | Nicolás Almagro Carlos Berlocq                | Robin Haase Henri Kontinen                 | 5:7, 6:3, [11:9]   |
| 2014 | Henri Kontinen Jarkko Nieminen                | Daniele Bracciali Andrei Golubew           | 6:1, 6:4           |
| 2013 | Martin Emmrich Christopher Kas                | František Čermák Lukáš Dlouhý              | 6:4, 6:3           |
| 2012 | František Čermák (2) Julian Knowle            | Dustin Brown Paul Hanley                   | 7:64, 3:6, [12:10] |
| 2011 | Daniele Bracciali Santiago González           | Franco Ferreiro André Sá                   | 7:61, 4:6, [11:9]  |
| 2010 | Dustin Brown Rogier Wassen                    | Hans Podlipnik-Castillo Max Raditschnigg   | 3:6, 7:5, [10:7]   |
| 2009 | André Sá Marcelo Melo                         | Andrei Pavel Horia Tecău                   | 6:79, 6:2, [10:7]  |
| 2008 | Jamie Cerretani Victor Hănescu                | Lucas Arnold Ker Olivier Rochus            | 6:3, 7:5           |
| 2007 | Potito Starace Luis Horna                     | Tomas Behrend Christopher Kas              | 7:64, 7:65         |
| 2006 | Philipp Kohlschreiber Stefan Koubek           | Oliver Marach Cyril Suk                    | 6:2, 6:3           |
| 2005 | Andrei Pavel Leoš Friedl (2)                  | Christophe Rochus Olivier Rochus           | 6:2, 6:75, 6:0     |
| 2004 | Leoš Friedl (1) František Čermák (1)          | Lucas Arnold Ker Martín García             | 6:3, 7:5           |
| 2003 | Martin Damm Cyril Suk (2)                     | Jürgen Melzer Alexander Peya               | 6:4, 6:4           |
| 2002 | Robbie Koenig Thomas Shimada                  | Lucas Arnold Ker Àlex Corretja             | 7:63, 6:4          |
| 2001 | Àlex Corretja Luis Lobo                       | Simon Aspelin Andrew Kratzmann             | 6:1, 6:4           |
| 2000 | Pablo Albano Cyril Suk (1)                    | Joshua Eagle Andrew Florent                | 6:3, 3:6, 6:3      |
| 1999 | Chris Haggard Peter Nyborg                    | Álex Calatrava Dušan Vemić                 | 6:3, 6:74, 7:64    |
| 1998 | Tom Kempers Daniel Orsanic                    | Joshua Eagle Andrew Kratzmann              | 6:3, 6:4           |
| 1997 | Wayne Arthurs Richard Fromberg                | Thomas Buchmayer Thomas Strengberger       | 6:4, 6:3           |
| 1996 | Libor Pimek Byron Talbot                      | David Adams Menno Oosting                  | 7:65, 6:3          |
| 1995 | Francisco Montana Greg Van Emburgh            | Jordi Arrese Wayne Arthurs                 | 6:7, 6:3, 7:6      |
| 1994 | David Adams Andrei Olchowski                  | Sergio Casal Emilio Sánchez Vicario        | 6:7, 6:3, 7:5      |
| 1993 | Juan Garat Roberto Saad                       | Marius Barnard Tom Mercer                  | 6:4, 3:6, 6:3      |
| 1992 | Sergio Casal (4) Emilio Sánchez Vicario (5)   | Horacio de la Peña Vojtěch Flégl           | 6:1, 6:2           |
| 1991 | Tomás Carbonell Francisco Roig                | Pablo Arraya Dmytro Poljakow               | 6:7, 6:2, 6:4      |
| 1990 | Javier Sánchez (2) Éric Winogradsky           | Francisco Clavet Horst Skoff               | 7:6, 6:2           |
| 1989 | Javier Sánchez (1) Emilio Sánchez Vicario (4) | Petr Korda Tomáš Šmíd                      | 7:5, 7:6           |
| 1988 | Emilio Sánchez Vicario (3) Sergio Casal (3)   | Joakim Nyström Claudio Panatta             | 6:4, 7:6           |
| 1987 | Emilio Sánchez Vicario (2) Sergio Casal (2)   | Miloslav Mečíř Tomáš Šmíd                  | 7:6, 7:6           |
| 1986 | Heinz Günthardt (2) Tomáš Šmíd                | Hans Gildemeister Andrés Gómez             | 4:6, 6:3, 7:6      |
| 1985 | Emilio Sánchez Vicario (1) Sergio Casal (1)   | Paolo Canè Claudio Panatta                 | 6:3, 3:6, 6:2      |
| 1984 | Henri Leconte Pascal Portes                   | Colin Dowdeswell Wojciech Fibak            | 2:6, 7:6, 7:6      |
| 1983 | Pavel Složil Wojciech Fibak                   | Colin Dowdeswell Zoltán Kuhárszky          | 7:5, 6:2           |
| 1982 | Mark Edmondson Kim Warwick                    | Rod Frawley Pavel Složil                   | 4:6, 6:4, 6:3      |
| 1981 | David Carter Paul Kronk                       | Marko Ostoja Louk Sanders                  | 7:6, 6:1           |
| 1980 | Klaus Eberhard Ulrich Marten                  | Carlos Kirmayr Chris Lewis                 | 6:4, 3:6, 6:4      |
| 1979 | Željko Franulović Heinz Günthardt (1)         | Dick Crealy Antonio Zugarelli              | 6:2, 6:4           |
| 1978 | Mike Fishbach Chris Lewis                     | Pavel Huťka Pavel Složil                   | 6:7, 6:4, 6:3      |
| 1977 | Buster Mottram Roger Taylor                   | Colin Dowdeswell Chris Kachel              | 7:6, 6:4           |
| 1976 | Jan Kodeš Jiří Hřebec                         | Jürgen Faßbender Hans-Jürgen Pohmann       | 6:7, 6:2, 6:4      |
| 1975 | Paolo Bertolucci Adriano Panatta              | Patrice Dominguez François Jauffret        | 6:2, 6:2, 7:6      |
| 1974 | Iván Molina Jairo Velasco Sr.                 | František Pála Balázs Taróczy              | 2:6, 7:6, 6:4, 6:4 |
| 1973 | Jim McManus Raúl Ramírez                      | José Edison Mandarino Tito Vázquez         | 6:2, 6:2, 6:3      |
| 1972 | Jürgen Faßbender Hans-Jürgen Pohmann          | Mal Anderson Geoff Masters                 | 7:6, 6:4, 6:4      |